# Canopus (Gattung)
Canopus ist eine Gattung der Wanzen aus der Teilordnung Pentatomomorpha. Die Gattung wird heute in eine eigene Familie Canopidae gestellt. Sie umfasst 8 Arten.

## Merkmale
Die Tiere werden fünf bis sieben Millimeter lang. Ihr halbkugeliger oder geköpft-eiförmiger Körper ist am Rücken stark gekrümmt und bauchseitig abgeflacht, wodurch eine gewisse Ähnlichkeit mit manchen Arten der Erdwanzen (Cydnidae) besteht. Die Wanzen sind glänzend schwarz gefärbt, häufig mit violettem oder grünlichem Schimmer.
Ihr Kopf ist kurz, die Fühler sind fünfgliedrig, wobei beim zweiten Glied Durchmesser und Länge fast gleich sind. Das konvexe Schildchen (Scutellum) ist stark vergrößert und bedeckt den Hinterleib und den Großteil der Vorderflügel. Das Exocorium der Hemielytren ist seitlich am wenigsten verdeckt. Die Vorderflügel sind langgestreckt und zweimal so lang wie der Hinterleib. Sie haben eine linienförmige Schwachstelle am Ende der Costalader, an der sie gefaltet werden. Daran grenzen parallel mehrere, gut entwickelte Flügeladern an. Die Hinterflügel haben einen gelappten Außenrand. Die Schienen (Tibien) sind mit Setae versehen und tragen keine Dornen. Die Tarsen sind dreigliedrig. Die Trichobothria am dritten bis siebten Sternum des Hinterleibs sind längs, mittig entlang der Linie der Stigmen angeordnet. Die Spermatheca der Männchen ist komplex aufgebaut und hat einen gut entwickelten Pumpmechanismus. Die Valvulae haben paarweise ineinander greifende Rami.
Auch die Nymphen haben einen stark kugeligen, glänzenden und stark sklerotisierten Körper. Sie haben drei Paar Duftdrüsenöffnungen zwischen dem dritten bis sechsten Tergum dorsal am Hinterleib. Die vorderste Öffnung ist doppelt so groß wie die hinteren beiden. Das zweite und dritte Sternit ist mittig geteilt.
Die Faltung der Vorderflügel, das stark vergrößerte, konvexe Schildchen und der komplexe Aufbau der Spermatheca sind Autapomorphien der Gattung.

## Vorkommen
Die Gattung ist ausschließlich neotropisch verbreitet.

## Lebensweise
Sowohl Nymphen als auch Imagines wurden an mehreren Orten am Sporokarp von Stielporlingsartigen (Polyporales) gefunden. Da man auch Sporen der Pilze in ihrem Verdauungstrakt fand, geht man davon aus, dass sie sich von Pilzen ernähren.

## Taxonomie und Systematik
McAtee & Malloch beschrieben die Gattung ursprünglich 1928 als Unterfamilie der Baumwanzen (Pentatomidae). Frederick McDonald grenzte sie 1979 als eigene Familie ab und vermutete wegen der paarweisen, ineinander greifenden Rami an den Valvulae, dass Gattung und Familie nahe mit den Schildwanzen (Scutelleridae) verwandt seien. Er merkte jedoch auch an, dass die paarweise angeordneten Drüsen denen der Erdwanzen ähneln.

## Belege